# Tomás Roberto Patricio Manning
Tomás Roberto Patricio Manning OFM (* 29. August 1922 in Baltimore; † 9. November 2001) war ein US-amerikanischer römisch-katholischer Priester. Er war Bischof von Coroico.

## Leben
Tomás Roberto Patricio Manning trat der Ordensgemeinschaft der Franziskaner bei und empfing am 5. Juni 1948 die Priesterweihe.
Papst Johannes XXIII. ernannte ihn am 21. April 1959 zum ersten Prälaten der neuerrichteten Territorialprälatur Coroico und Titularbischof von Arsamosata. Der Erzbischof von New York, Francis Joseph Spellman, spendete ihm am 4. Juli desselben Jahres die Bischofsweihe; Mitkonsekratoren waren Abel Isidoro Antezana y Rojas CMF, Erzbischof von La Paz, und Eustace John Smith OFM, Apostolischer Vikar von Beirut. 
Er nahm an allen vier Sitzungsperioden des Zweiten Vatikanischen Konzils als Konzilsvater teil. Am 30. November 1977 verzichtete er im Zuge der neuen Vergaberichtlinien der römischen Kurie auf seinen Titularbischofssitz.
Papst Johannes Paul II. erhob die Prälatur am 28. Juli 1983 zum Bistum Coroico und ernannte Manning zu dessen ersten Bischof. Von seinem Amt trat er am 9. Oktober 1996 zurück.